# Breta sögur
Die Breta sögur sind eine relativ freie und dem isländischen Publikum angepasste Übertragung der Historia Regum Britanniae des Geoffrey von Monmouth in altisländische Prosa. Die lateinische Historia ist in zahlreichen Handschriften in vielen Varianten erhalten, so dass es schwierig ist, die genaue Vorlage zu ermitteln. Ein genauer Textvergleich lässt den Schluss zu, dass mehrere Vorlagen oder eine Mischhandschrift verwendet wurden.
Grund für die Übertragung mag gewesen sein, dass darin auch die isländische Vorzeit behandelt wird: Der König von Thule kämpft an der Seite des britischen Königs Arthur, und die Orkney, Norwegen, Gotland und Dänemark sind dem König Arthur tributpflichtig. Außerdem gelingt es, eine Verbindung zwischen den führenden isländischen Familien und dem trojanischen Königsgeschlecht herzustellen, indem Håkon der Gute beim englischen König Æthelstan aufgezogen wird.
Den Breta sögur wurde die Trójumanna saga vorangestellt und mit ihnen durch Ersetzung der ersten 5 Paragraphen der Historia durch eine Zusammenfassung von Vergils Aeneis verknüpft. So entstand die einzige vollständige Fassung, die in der Hauksbók erhalten ist und den Zeitraum von den göttlichen Vorfahren des Königs Priamos bis zum norwegischen König Håkon dem Guten umfasst.
Im Handlungsablauf lehnen sich die Breta sögur eng an ihre Vorlage an. Aber neben übersetzten Passagen gibt es Kapitel, in denen die Texte der Vorlage gekürzt zusammenfassend wiedergegeben werden. Die Kürzungen werden im Verlauf der Saga immer umfangreicher. Von der Kürzung besonders betroffen ist die Geschichte von König Arthur, die in der lateinischen Vorlage ein Viertel des Textes einnimmt. Allerdings geht die Personenbeschreibung über die Vorlage hinaus und nimmt Elemente anderer mittelalterlicher Literatur oder auch von Glossen in der Vorlage auf. Aber für die isländischen Leser war er nur ein König unter vielen. Das Prinzip, allen Königen etwa gleichen Raum zuzubilligen, führt im letzten Teil für die Zeit nach dem Tode des Königs Arthur wieder zu wesentlich weniger Kürzungen. Vorbild für Aufbau und Stil bildeten offenbar die alten norwegisch-isländischen Königssagas Ágrip, Historia Norvegiae oder die Historia de antiquitate regum Norvagensium des Theodericus Monachus.
Die Parallelität zu den alten Königssagas deuten darauf hin, dass hier ein Geschichtswerk beabsichtigt war.  So werden so gut wie keine Wertungen vorgenommen, was besonders deutlich wird, wo sich die Historia abfällig über Skandinavia und dessen Bewohner äußert. Dort wurde das räuberische Bild der Wikingerzeit auf die Menschen des 5. und 6. Jh. übertragen. Ebenso wurden die Anspielungen der Vorlage auf englische Verhältnisse, die für die isländischen Leser des 12. und 13. Jh. belanglos waren, gestrichen. Die Breta sögur vermeiden es Partei zu ergreifen und konzentrieren sich auf eine neutrale Berichterstattung.
Zahlreiche Passagen, insbesondere die Merlínuspá (= Merlins Prophezeiung), die in der Reihenfolge umgestellt wurde und der Völuspá aus der Edda, die ebenfalls in der Hauksbók überliefert ist, lassen den Schluss zu, dass möglicherweise Gunnlaugr Leifsson († 1218 oder 1219) oder ein Mitbruder im isländischen Þingeyrar-Kloster der Verfasser war.
In der Folge ist der Inhalt der Breta sögur schematisch dargestellt. Dabei ist die Originalorthographie der Namen beibehalten worden, wo die deutschen Wörter mit abweichenden Bedeutungen besetzt sind. So sind „Saxa“ und „Saxland“ nicht die Sachsen und das Land Sachsen, sondern entsprechen dem lateinischen Germani und Germania.